# Мырзакент
Мырзакент (каз. Мырзакент, до 1995 г. — Славянка) — посёлок, административный центр Мактааральского района Туркестанской области Казахстана. Административный центр Мырзакентской поселковой администрации. Код КАТО — 514481100.
Расположен примерно в 403 км к юго-западу от города Туркестан, в 16 км к западу от железнодорожной станции Вахт (на линии Ташкент — Хаваст).
Хлопкоочистительный завод.

## Население
В 1999 году население посёлка составляло 10 146 человек (4923 мужчины и 5223 женщины). По данным переписи 2009 года в посёлке проживали 13 274 человека (6449 мужчин и 6825 женщин).
По данным на 1 января 2019 года население села составляло 13 339 человек (6680 мужчин и 6659 женщин).

## Климат
Климат субтропический континентальный. Классификация климата по Кёппену — Csa. Среднегодовая температура — 15,8 °C. Среднегодовая норма осадков — 430,5 мм.
| Показатель                                                                                                  | Янв. | Фев. | Март | Апр. | Май  | Июнь | Июль | Авг. | Сен. | Окт. | Нояб. | Дек. | Год   |
| --- | ---- | ---- | ---- | ---- | ---- | ---- | ---- | ---- | ---- | ---- | ----- | ---- | ----- |
| Средняя температура, °C                                                                                     | 2,1  | 4,1  | 10,4 | 17,2 | 22,2 | 27,0 | 28,9 | 26,8 | 21,8 | 15,2 | 9,6   | 4,8  | 15,8  |
| Норма осадков, мм                                                                                           | 53,6 | 51,2 | 71,2 | 66,0 | 37,2 | 7,2  | 5,9  | 0,9  | 4,6  | 36,9 | 43,5  | 52,3 | 430,5 |
| Источник: http://www.weatherbase.com/weather/weather.php3?s=602932&cityname=Myrzakent-Ongt%FCstik-Qazaqstan |      |      |      |      |      |      |      |      |      |      |       |      |       |